# (229) Adelinda
(229) Adelinda es un asteroide perteneciente al cinturón exterior de asteroides descubierto el 22 de agosto de 1882 por Johann Palisa desde el observatorio de Viena, Austria.
Está nombrado en honor de la esposa del astrónomo austriaco Edmund Weiss (1837-1917).